# Ataques israelíes contra Irán de octubre de 2024
El 26 de octubre de 2024, Israel lanzó una serie de ataques contra Irán y sus proxis en Oriente Medio, denominado como Operación Días de Expiación (en hebreo: מבצע ימי תשובה). Según las Fuerzas de Defensa de Israel (FDI), los ataques tuvieron como objetivo instalaciones militares iraníes, incluidas instalaciones de defensa aérea y producción de misiles, y todos los aviones israelíes regresaron sanos y salvos.
Los ataques continuaron durante toda la noche hasta el amanecer en Irán, marcando la primera vez desde la Guerra Irán-Irak en la década de 1980 que Irán se ha enfrentado a un ataque tan duradero de un adversario extranjero. El ataque involucró a más de 100 aviones, incluidos cazas furtivos F-35 Lightning II, que recorrieron 2.000 kilómetros y utilizaron munición pesada. Una operación anterior en Siria tuvo como objetivo las defensas de radar para reducir la conciencia iraní de la operación Una agencia de noticias iraní asociada con el Cuerpo de la Guardia Revolucionaria Islámica informó que instalaciones militares en el oeste y suroeste de Teherán, así como bases en las provincias de Ilam y Juzestán, fueron atacadas. Se informó que dos soldados del CGRI murieron. Un funcionario israelí dijo que después de los ataques contra los sitios de defensa aérea y misiles balísticos iraníes, Israel ahora podía operar con mayor libertad en el espacio aéreo iraní.
Las FDI declararon que habían llevado a cabo "ataques precisos y selectivos" en respuesta a "meses de ataques continuos" de Irán y sus aliados, así como a un reciente ataque de misiles iraníes contra Israel el 1 de octubre. Los funcionarios estadounidenses confirmaron que Estados Unidos había sido informado de antemano pero no participó en la operación. Irán intentó rápidamente restar importancia a los ataques, proporcionando una cobertura mínima y amenazó con dictar sentencias de prisión a los civiles que compartieran evidencia de los ataques con medios de comunicación "hostiles". Esto posiblemente se hizo para "salvar las apariencias" y evitar una mayor escalada.
Según una evaluación estadounidense, los ataques paralizaron la capacidad de producción de misiles de Irán y se estima que tomaría al menos un año para que Irán reconstruya los componentes destruidos necesarios para reanudar la producción. Funcionarios estadounidenses e israelíes dijeron que la mayor parte de la red de defensa aérea de Irán, incluidos casi todos sus sistemas avanzados S-300  fueron destruidos, facilitando el camino para posibles futuros ataques israelíes.

## Antecedentes
Anteriormente el 1 de abril de 2024 Israel realizó el Bombardeo del consulado iraní de Damasco, el gobierno iraní respondió el 13 de abril con los ataques iraníes contra Israel de abril de 2024 y a su vez el gobierno israelí respondió el 19 de abril con el ataque de Israel a Irán de 2024. Meses después Israel realizó el asesinato de Ismail Haniya, el ataque a la sede de Hezbolá el 27 de septiembre de 2024 y la invasión israelí del Líbano de 2024, lo que fue respondido por el gobierno iraní con los Ataques iraníes contra Israel de octubre de 2024 realizados el día 1 de ese mes.
El 18 de octubre de 2024, se publicaron en los canales de Telegram dos documentos filtrados de inteligencia extranjera clasificados de la Agencia de Seguridad Nacional de los Estados Unidos y de la Agencia Nacional de Inteligencia Geoespacial de los Estados Unidos. Los documentos filtrados estaban relacionados con los planes israelíes de tomar represalias contra Irán por sus ataques contra Israel en octubre de 2024. Revelaron planes detallados documentados por los Estados Unidos sobre medidas militares israelíes, incluidos ejercicios de la Fuerza Aérea, operaciones con drones militares y la reubicación de municiones avanzadas, así como imágenes satelitales realizadas por la inteligencia de los Estados Unidos sobre la Fuerza Aérea israelí. Uno de los documentos sugería algo que Israel y los Estados Unidos siempre se negaron a confirmar públicamente: la posesión de armas nucleares por parte de Israel. Las filtraciones también revelaron la importante contribución del espionaje de los Estados Unidos a Irán para proporcionar inteligencia para las operaciones militares planificadas por Israel.

## Ataque

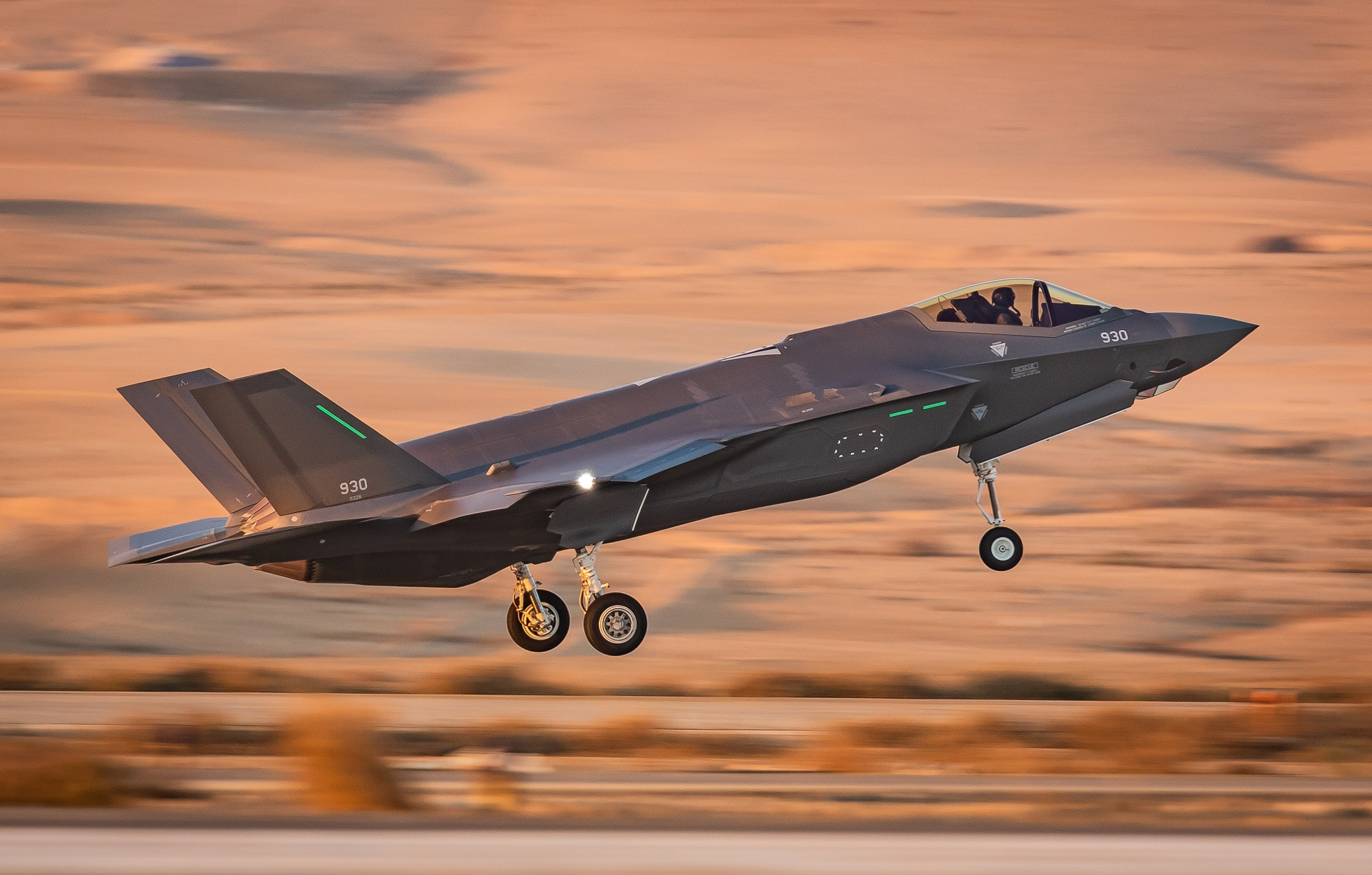
Un F-35I "Adir" israelí.

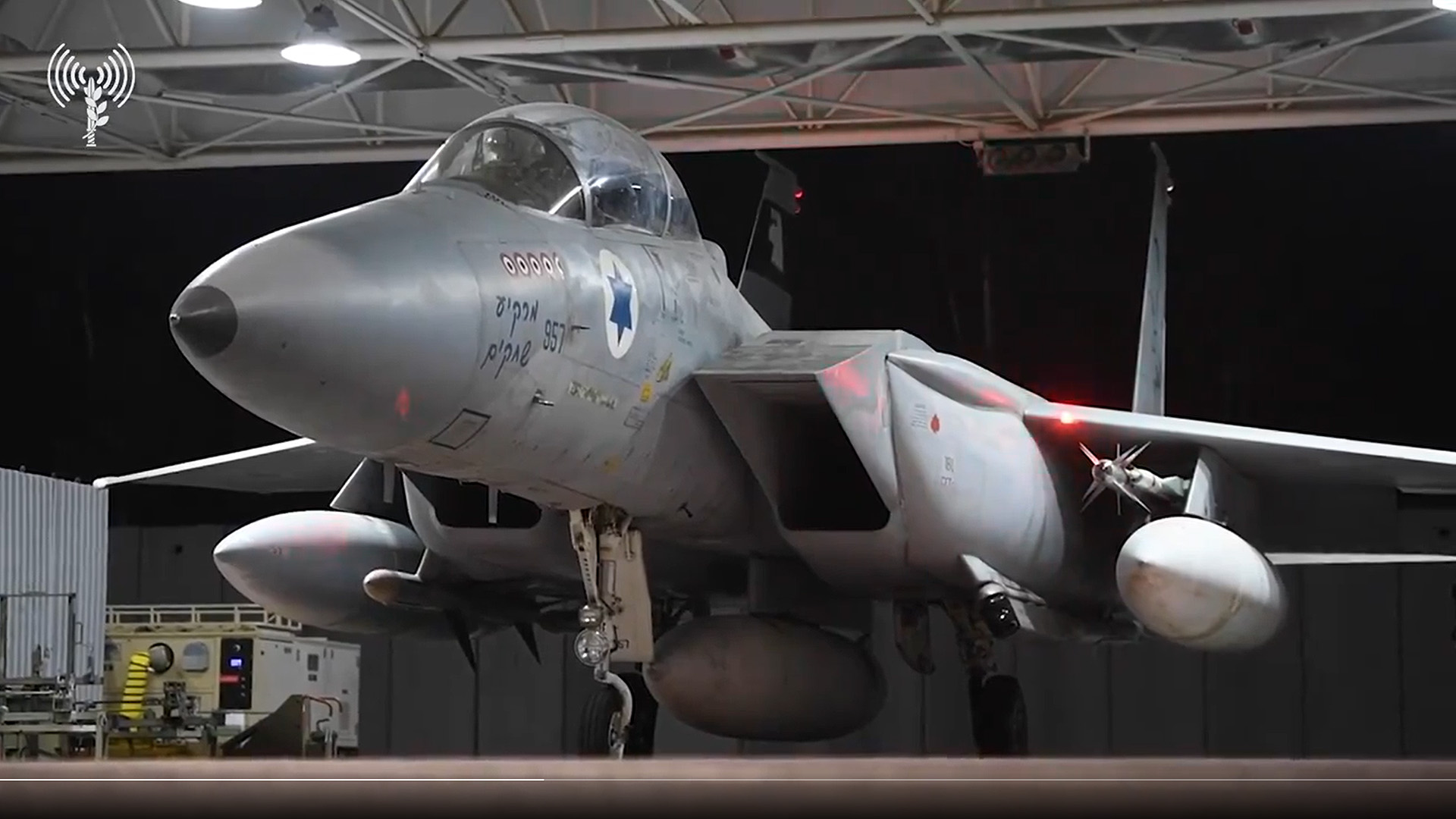
Un F-15D Eagle Baz en la base aérea de Tel Nof antes del ataque.

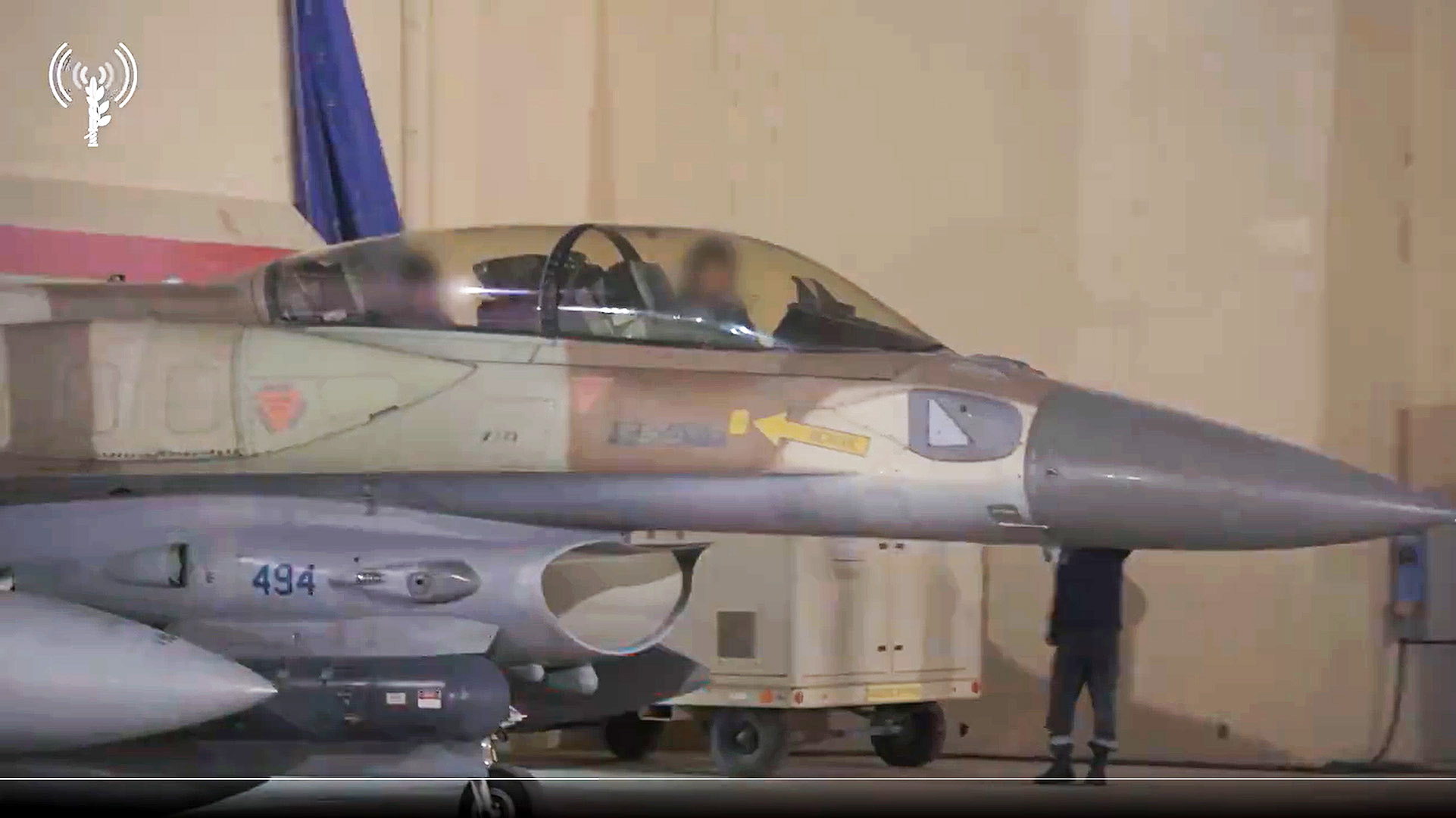
Un F-16I "Sufa" en la base aérea de Ramón se prepara para el ataque.

En la madrugada del 26 de octubre de 2024, las Fuerzas de Defensa de Israel (FDI) comenzaron a realizar ataques aéreos contra objetivos militares en Irán. Las FDI declararon que los ataques se llevaron a cabo en respuesta a los ataques iraníes del 1 de octubre de 2024 contra Israel y debido a acciones militantes de miembros del "Eje de la Resistencia". Justo antes de los ataques, Israel notificó a la administración Biden de los Estados Unidos sobre los inminentes ataques contra Irán. Los ataques continuaron durante la noche hasta el amanecer en Irán, lo que marcó el primer ataque abiertamente reconocido por Israel contra el país. Esta fue la primera vez desde la Guerra Irán-Irak (1980-1988) que Irán se ha enfrentado a un asalto tan prolongado de un adversario extranjero.
El Jerusalem Post informó que más de 100 aviones, incluidos los cazas furtivos F-35 Lightning II "Adir", viajaron aproximadamente 2.000 kilómetros para el ataque, desplegando municiones pesadas con un amplio apoyo de reabastecimiento de combustible y la Unidad 669 en espera de la fuerza de búsqueda y rescate de la IAF en espera. Una operación anterior en los sitios de radar en Siria impidió que Irán obtuviera información sobre las intenciones de Israel. Un video publicado por las FDI después del ataque mostró aviones F-15C/D Eagle "Barak" de la base aérea de Tel Nof y aviones F-16I "Sufa" de la base aérea de Ramón preparándose para ello.
A partir de la 1:48 am hora local, las sirenas y alarmas sonaron continuamente durante 30 minutos en el barrio de Ankawa de Erbil, Irak  con altavoces en la base militar del aeropuerto de Erbil repitiendo la palabra "búnkeres". La televisión estatal iraní emitió informes de ruidos de explosión en todo Teherán. Dos funcionarios árabes declararon que el ataque parecía haber tenido como objetivo un depósito de armas y una oficina o cuartel militar. También se informó de explosiones en la ciudad de Karaj, ubicada justo al oeste de Teherán. Se escucharon explosiones cerca del Aeropuerto Internacional Imán Jomeini, Mashhad, Karaj, Kermanshah, Zanjan. También se escucharon explosiones cerca de Damasco, Siria. El canal de televisión Al Araby mostró los daños causados por los ataques israelíes a una fábrica de aviones no tripulados militares en Shamsabad, al sur de Teherán. Los medios iraníes informaron que dos soldados del Cuerpo de la Guardia Revolucionaria Islámica (CGRI) murieron.
Según dos funcionarios iraníes, uno de ellos afiliado al CGRI, los ataques de Israel en la provincia de Teherán apuntaron a sitios de defensa clave, incluido el sistema de defensa aérea S-300 en el Aeropuerto Internacional Imán Jomeini, que ayuda a proteger la capital. Los funcionarios informaron que varias bases de misiles del CGRI fueron atacadas en la provincia, seguidas de una segunda ola de ataques con drones dirigidos al complejo militar de Parchin en las afueras de Teherán, y que un dron habría alcanzado la base.
El diario Yedioth Ahronoth informó que Israel había atacado una fábrica iraní de vehículos aéreos no tripulados, así como una base secreta en Teherán. También se informó que se habían atacado baterías iraníes S-300 de fabricación rusa, así como emplazamientos de misiles balísticos.
Según funcionarios estadounidenses, Israel atacó componentes críticos de la infraestructura de misiles balísticos de Irán, destruyendo 12 mezcladores planetarios esenciales para la producción de misiles de combustible sólido, paralizando así la capacidad de Irán de reponer su arsenal de misiles. Los funcionarios estadounidenses añadieron que Irán tardaría al menos un año en reanudar su producción de misiles. Funcionarios estadounidenses e israelíes dijeron que la mayor parte de la red de defensa aérea de Irán, incluidos casi todos sus avanzados sistemas S-300, fueron destruidos. Allanando el camino para posibles futuros ataques israelíes que podrían apuntar al programa nuclear de Irán o a su infraestructura petrolera.

## Análisis
El experto en defensa Malcolm Davis dijo a la CNN que, aunque el ataque de Israel fue "limitado" y "preciso", fue "ciertamente embarazoso" para Irán. Sugirió que Irán podría dudar en tomar represalias, ya que hacerlo podría provocar que Israel ataque sus instalaciones nucleares y petroleras, o incluso a miembros del gobierno de Teherán. Por lo tanto, argumentó, Irán podría considerar más sensato "aceptar el golpe y dar marcha atrás".
El escritor nacido en Irán, Arash Azizi, informó que muchos iraníes se sintieron "en su mayoría aliviados" porque los ataques de Israel evitaron infraestructuras civiles como refinerías de petróleo, instalaciones eléctricas y de agua, así como a funcionarios políticos y militares.
Behnam Ben Taleblu, miembro senior de la Fundación para la Defensa de las Democracias (FDD), observó que Irán parece estar minimizando el impacto del ataque israelí. Los medios estatales iraníes se han abstenido de informar sobre daños, una medida que, según sugiere Taleblu, tiene como objetivo controlar la percepción pública y ayudar al régimen a mantener su imagen interna. Jonathan Conricus, también miembro senior de la Fundación para la Defensa de las Democracias, afirmó que, si bien una evaluación integral dependerá del análisis satelital en los próximos días, es posible que "Teherán, con todos los objetivos del régimen y su infraestructura sensible, pueda ahora estar totalmente expuesto a futuros ataques israelíes".
Steven Erlanger argumentó en un artículo para The New York Times que Irán enfrenta una elección difícil: si bien tomar represalias contra Israel corre el riesgo de una escalada "cuando su economía está en dificultades, sus aliados están vacilando, su vulnerabilidad militar es clara y su sucesión de liderazgo está en juego", contenerse podría sugerir debilidad a sus aliados -"muy debilitados por la dura respuesta militar israelí desde el 7 de octubre"- así como a los partidarios de la línea dura en el país.